# Festival de la Cançó d'Eurovisió 1995
El XL Festival de la Cançó d'Eurovisió fou retransmès el 13 de maig de 1995 a Dublín, Irlanda. La presentadora va ser Mary Kennedy, i la victòria va ser per al representant de Noruega, el grup Secret Garden amb la cançó "Nocturne".

## Final

Països participants.
Països que hi van participar al passat però no el 1995.

| Núm. | País                              | Intèrpret(s)          | Cançó                        | Posició | Pts |
| ---- | --------------------------------- | --------------------- | ---------------------------- | ------- | --- |
| 01   | República de Bòsnia i Hercegovina | Davor Popović         | Dvadeset prvi vijek          | 19      | 14  |
| 02   | Xipre                             | Alex Panayi           | Sti fotia                    | 9       | 79  |
| 03   | Israel                            | Liora                 | Amen                         | 8       | 81  |
| 04   | Bèlgica                           | Frédéric Etherlinck   | La voix est libre            | 20      | 8   |
| 05   | Noruega                           | Secret Garden         | Nocturne                     | 1       | 148 |
| 06   | Portugal                          | Tó Cruz               | Baunilha e chocolate         | 21      | 5   |
| 07   | Grècia                            | Elina Konstantopoulou | Pia prosefhi                 | 12      | 68  |
| 08   | Rússia                            | Philipp Kirkorov      | Kolybelnaya dlya vulkana     | 17      | 17  |
| 09   | França                            | Nathalie Santamaria   | Il me donne rendez-vous      | 4       | 94  |
| 10   | Suècia                            | Jan Johansen          | Se på mej                    | 3       | 100 |
| 11   | Islàndia                          | Bo Halldórsson        | Núna                         | 15      | 31  |
| 12   | Polònia                           | Justyna               | Sama                         | 18      | 15  |
| 13   | Croàcia                           | Magazin & Lidija      | Nostalgija                   | 6       | 91  |
| 14   | Espanya                           | Anabel Conde          | Vuelve conmigo               | 2       | 116 |
| 15   | Dinamarca                         | Aud Wilken            | Fra Mols til Skagen          | 5       | 92  |
| 16   | Hongria                           | Csaba Szigeti         | Új név a régi ház falán      | 22      | 3   |
| 17   | Regne Unit                        | Love City Groove      | Love City Groove             | 11      | 76  |
| 18   | Malta                             | Mike Spiteri          | Keep Me in Mind              | 10      | 76  |
| 19   | Eslovènia                         | Darja Švajger         | Prisluhni mi                 | 7       | 84  |
| 20   | Alemanya                          | Stone & Stone         | Verliebt in Dich             | 23      | 1   |
| 21   | Irlanda                           | Eddie Friel           | Dreamin'                     | 14      | 44  |
| 22   | Àustria                           | Stella Jones          | Die Welt dreht sich verkehrt | 13      | 67  |
| 23   | Turquia                           | Arzu Ece              | Sev                          | 16      | 21  |